# Milionia brevipennis
Milionia brevipennis är en fjärilsart som beskrevs av Jordan och Rothschild 1895. Milionia brevipennis ingår i släktet Milionia och familjen mätare. Inga underarter finns listade i Catalogue of Life.

## Bildgalleri

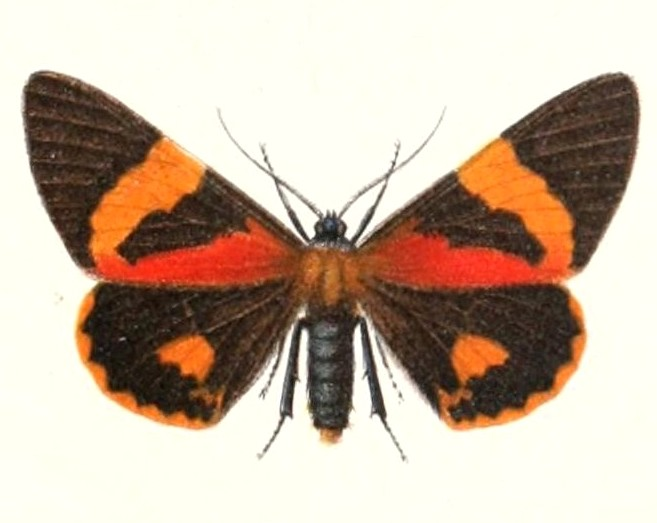